# Natalie Jaresko
Natalie Ann Jaresko (ukrainska: Наталія Енн Яресько), född 24 april 1965 i Schaumburg vid Chicago, Illinois, USA, är en amerikansk/ukrainsk riskkapitalist. Hon har arbetat i Ukraina mer än 20 år och grundat investmentbolaget Horizon Capital och var tidigare avdelningschef vid USA:s Kievambassad ansvarig för USA:s affärsmässiga relationer med Ukraina. Hon var ukrainsk finansminister i Regeringen Jatsenjuk II. Jaresko fick 2 december 2014 beviljat ukrainskt medborgarskap genom en särskild order av president Petro Porosjenko.
Jaresko är både amerikansk och ukrainsk medborgare. Hon talar flytande ukrainska och har en Master's degree i Public Policy från John F. Kennedy School of Government på Harvard University i Massachusetts år 1989.

Jaresko fördes upp på rysslands lista över "icke önskvärda" personer den 19/5 2023. Jaresko är nr 500 på listan.